# Xã Ovid, Quận LaMoure, Bắc Dakota
Xã Ovid (tiếng Anh: Ovid Township) là một xã thuộc quận LaMoure, tiểu bang Bắc Dakota, Hoa Kỳ. Năm 2010, dân số của xã này là 46 người.